# Pendik
Pendik és un districte d'Istanbul, Turquia, situat en la part anatòlia de la ciutat.

## Història
Existeixen testimonis d'assentaments a Pendik que es remunten als antics macedonis de fa 5.000 anys, un assentament romà del 753 aC, i molts altres assentaments. En 1080, la ciutat va ser conquerida pels turcs seljúcides, i reocupada pels romans d'Orient en 1086. Durant el període romà d'Orient, la zona era coneguda amb el nom de Pantikion o Pentikion, i prèviament Pantikàpion i Pantikàpeum en grec (ja que la ciutat tenia cinc muralles o cinc portes). Durant el segle xx, el districte es va veure esquitxat de cases de vacances de la població acabalada d'Istanbul.

## Pendik en l'actualitat
Fins als anys 1970, Pendik era una zona rural allunyada de la ciutat. Tanmateix, amb el pas del temps es van anar construint nombroses edificacions modestes (especialment cap a l'autopista E5) i cars apartaments, orientats de cara al mar, a la costa. Hi ha una popular àrea comercial (amb un gran mercat a l'aire lliure els dissabtes), restaurants i cinemes.
Pendik està allunyat de la ciutat i el transport públic es limita a autobusos, minibusos i trens a Kadıköy. La carretera de la costa és ràpida, encara que no admet transport públic. La zona de Pendik, Tuzla i Gebze té un alt nivell d'ocupació, amb un important desenvolupament industrial en els anys 1990.
En els anys 1970, nombrosos refugiats de la Guerra de Bòsnia es van instal·lar al barri de Sapanbağları. A més d'anomenar els carrers i botigues amb el nom del seu poble a Bòsnia, s'han barrejat molt bé amb l'estil de vida de la resta de Pendik.
A finals dels anys 1990, es van crear dos centres educatius privats a Pendik, Koç Özel Lisesi i la Universitat de Sabancı. Prop de Pendik (tot i que administrativament pertany al districte de Tula), es troba, a més, el Circuit de Turquia, on es corren curses de Fórmula 1. Existeix un vaixell d'alta velocitat que creua la Mar de Màrmara fins a Yalova, per a aquells que solen viatjar a Bursa i l'Egea. L'aeroport de Sabiha Gökçen també es troba relativament a prop.
Un dels dos grans aeroports d'Istanbul, Aeroport Internacional de Sabiha Gökçen es troba dins de les fronteres del districte Pendik.

## Divisió administrativa

### Mahalleler
Ahmet Yesevi  ·  Bahçelievler  ·  Batı  ·  Çamçeşme  ·  Çınardere  ·  Doğu  ·  Dumlupınar  ·  Ertuğrul Gazi  ·  Esenler  ·  Esenyalı  ·  Fatih  ·  Fevzi Çakmak  ·  Güllübağlar  ·  Güzelyalı  ·  Harmandere  ·  Kavakpınar  ·  Kaynarca  ·  Kurtköy  ·  Orhangazi  ·  Orman  ·  Orta  ·  Ramazanoğlu  ·  Sanayi  ·  Sapanbağları  ·  Sülüntepe  ·  Şeyhli  ·  Velibaba  ·  Yayalar  ·  Yenimahalle  ·  Yenişehir  ·  Yeşilbağlar